# Louis van Amstel
Louis van Amstel (Amsterdam, 23 juni 1972) is een Nederlands-Amerikaanse stijldanser, choreograaf, danscoach en televisiepersoonlijkheid. Hij is meervoudig Nederlands kampioen en wereldkampioen Latijns-Amerikaanse dans.

## Danscarrière
Louis van Amstel groeide op in de omgeving van Amsterdam en begon op 10-jarige leeftijd met dansen. Samen met zijn van oorsprong Britse danspartner Julie Fryer won hij in 1990 en 1991 de Nederlandse titel Latijns-Amerikaans voor amateurs. In 1994 werden ze wereldkampioen Latijns-Amerikaans voor amateurs, en in 1995 werden ze Brits, Europees en wereldkampioen. Van Amstel werd professioneel danser in 1995 en haalde datzelfde jaar de finale in de wereldkampioenschappen Latijns-Amerikaans voor professionals.
Van Amstel verhuisde in 1997 naar New York. Met zijn nieuwe danspartner Karina Smirnoff won hij in 2000 de Amerikaanse titel Latijns-Amerikaans voor professionals. Nadat hij zijn carrière als competitiedanser beëindigde, werd hij choreograaf en producent. Hij produceerde in 2002 een Broadway-show rond Latijns-Amerikaanse dans, Latin Fever. In 2004 vertrok hij naar Salt Lake City waar hij een nieuwe show produceerde, Latin Revolution. Hij is sindsdien in Los Angeles gaan wonen, waar in 2009 de première van zijn show Ballroom with a Twist plaatsvond.
Tevens introduceerde Van Amstel het fitnessprogramma Louis' Dance Blast, dat later LaBlast is gaan heten. Het fitnessprogramma is gebaseerd op dansen als de cha-cha, samba, jive, salsa, merengue en disco. In Nederland geeft Van Amstels danspartner Julie Fryer de dansfitnesslessen onder de naam LaBlast.

## Televisiecarrière
Van Amstel trad op als danspartner in een reeks seizoenen van de Amerikaanse versie van het populaire televisieprogramma Dancing with the Stars. Hij was de partner van onder andere Lisa Rinna, Priscilla Presley, Monique Coleman, Kelly Osbourne en Margaret Cho. Hij trad ook op in het programma als choreograaf en danser. In 2007 werd hij genomineerd voor een Emmy Award voor zijn choreografie van een paso doble die in Dancing with the Stars werd opgevoerd.
Sinds 2009 nam hij tevens deel aan de Amerikaanse versie van het dansprogramma So You Think You Can Dance als choreograaf. Hij speelde ook een rolletje in de sitcom The Suite Life of Zack & Cody en had een gastoptreden als zichzelf in de soapserie All My Children. HIj was te gast in de talkshows van Ellen DeGeneres, Larry King en Chelsea Handler.
In 2014 jureerde hij het Nederlandse RTL 5-programma Celebrity Pole Dancing.

## Privéleven
Tijdens een interview met Chelsea Handler in de Amerikaanse talkshow Chelsea Lately in oktober 2009 liet Van Amstel weten dat hij openlijk homoseksueel is. Hij steunt het Gay, Lesbian and Straight Education Network (GLSEN), een organisatie die strijdt tegen het pesten van homoseksuele jongeren. Hij steunt ook de NOH8-protestcampagne tegen California Proposition 8, een amendement van de Californische grondwet om homohuwelijken te verbieden.